# Adam Stejskal
Adam Stejskal, né le 28 mars 2002 à Brno en Tchéquie, est un footballeur tchèque qui évolue au poste de gardien de but au WSG Tirol.

## Biographie

### En club
Né à Brno en Tchéquie, Adam Stejskal est formé par le club de sa ville natale, le FC Brno. Il est repéré très jeune par le Red Bull Salzbourg qui l'invite à plusieurs reprises à des stages d'entraînement, dont un à l'été 2017, alors qu'il a 15 ans, où il dispute un tournoi durant lequel il est élu meilleur gardien. Un an plus tard il rejoint l'académie du club autrichien.
Il joue son premier match en professionnel avec le club partenaire de Salzbourg, le FC Liefering, le 24 juillet 2020 face au FC Juniors OÖ. Il est titularisé et son équipe s'impose par cinq buts à zéro.
Après cinq ans à Salzbourg, sans avoir joué avec l'équipe première, Adam Stejskal quitte le club afin de s'engager en faveur du WSG Tirol à l'été 2023, où il aura un rôle de gardien titulaire. Le transfert est officiel le 28 juin 2023.

### En sélection
Adam Stejskal représente l'équipe de Tchéquie des moins de 17 ans. Il est retenu avec cette sélection pour participer au Championnat d'Europe des moins de 17 ans en 2019. Il ne joue qu'un seul match durant ce torunoi, face à l'Irlande lors de la phase de groupe (1-1 score final). Son équipe se hisse jusqu'en quarts de finale, où elle est battue par la France (6-1 score final).
Il compte trois sélections avec les moins de 18 ans, toutes obtenues en 2019.